# 埃姆莱本
埃姆莱本（德語：Emleben）是德国图林根州的市镇，隶属于哥达县。总面积为10.99平方千米，截至2023年12月31日总人口为656人。